# Nieuw Amsterdam (2010)
El MS Nieuw Amsterdam es un crucero de la clase Vista de la Holland America Line. Fue construido por Fincantieri en sus astilleros de Marghera, Italia.
Es el segundo barco más grande en la flota de la Holland America Line.

## Construcción
En 2010 la Holland America Line decidió construir un buque gemelo para el MS Eurodam. Se completó el 16 de mayo de 2010 y realizó su viaje inaugural el 4 de julio de 2010.

## Diseño
Las nuevas características del Nieuw Amsterdam incluyen, un restaurante pan-asiático, un tema africano en el Explorer's Lounge, un restaurante especializado en comida italiana, un atrio con un nuevo diseño y un salón de espectáculos.
El 85% de los camarotes tengan vista exterior, y el 75% balcón.
Tiene la capacidad de posicionamiento dinámico, y es alimentado por seis generadores diesel, al igual que su buque gemelo el MS Eurodam.

## Gastronomía
Cinco son los restaurantes  del barco de Holland America: el Gran Salón Manhattan y el Lido -que abren sus puertas para desayunar almorzar y cenar-, el restaurante italiano Canaletto, Pinnacle Grill -cuya especialidad son las carnes de ternera- y el restaurante Tamarind, de temática asiática.